# Новинки (Конаковский район)
Новинки — упразднённая деревня на территории Конаковского района Тверской области России. Затоплена в 1937 году образовавшимся Иваньковским водохранилищем.
До упразднения уездно-губернского деления (1929) входило в состав Городенской волости Тверского уезда.

## История
Известно, что эти земли получил из казны в награду «за многие раны и увечья, полученные им в Азовском походе 1697 года» стольник царицы Прасковьи Федоровны Дмитрий Данилович Загряжский. Семье Загряжских эти земли принадлежали до 1822 года, когда их с 110 душами крепостных крестьян получил в приданое за своей невестой Елизаветой Алексеевной Загряжской Николай Николаевич Толстой. Сам Николай Николаевич родился в 1794 году в родовой усадьбе Новые Ельцы в Осташковском уезде, однако, так как родительская усадьба досталась в наследство более старшему брату Ивану Николаевичу, то в 1822 году он основал усадьбу Новинки на берегу реки Шоша в 3 км северо-западнее деревни Низовка.
Вокруг усадьбы возникла наиболее крупная деревня из нескольких дворов, где проживали несколько дворовых. В состав имения входили деревни Котово, Пугина, Слободка.
Деревня относилась к приходу церкви в Мелково, где у Толстых также было имение.
После революции имение было разграблено, большая часть библиотеки была растащена на растопку. Что-то привезли в Городню и свалили в больничном сарае. Листы из этих книг использовались для заворачивания лекарств.
В 1937 году деревня была затоплена Иваньковским водохранилищем.

## Известные уроженцы, жители
В 1857 году в Новинках жил старый друг Николая Николаевича, вернувшийся из ссылки декабрист И. Д. Якушкин. Здесь его навещали поэт Фёдор Николаевич Глинка и декабрист Матвей Иванович Муравьёв-Апостол.
В 1856 году, родившийся в Новинках сын Николая Николаевича — Алексей Николаевич женился на своей троюродной сестре Надежде Александровне Козловой. На свадьбу она получила большое приданое от своего деда и выкупила имение Новинки у своего свёкра. Толстой Н. Н. скончался в 1872 году и был похоронен в Мелкове. Его сын Алексей Никоаевич пережил отца лишь на 2 года и умер в 1874 году в Нижнем Новгороде от чёрной оспы.
Его сын — Николай Алексеевич Толстой, женившись на своей троюродной сестре Марии Алексеевне Загряжской поселился в Новинках, где занимался воспитанием пятерых детей и писал «Семейную летопись Толстых XVIII—XX веков». Здесь он общался с поэтом Спиридоном Дрожжиным, уроженцем соседней деревни Низовка. К Николаю Алексеевичу в Новинки во время своего путешествия по России заезжали Р.-М. Рильке и Лу Саломе.
В Новинках провел детство их сын, известный писатель Сергей Николаевич Толстой.
После Октябрьской революции Николай Алексеевич Толстой и его жена Мария Алексеевна были арестованы и расстреляны в 1918 году в качестве заложников.

## Транспорт
Деревня находилась непосредственно на Московско-Петербургском тракте